# Quincy Promes
Quincy Anton Promes (* 4. Januar 1992 in Amsterdam) ist ein niederländischer Fußballspieler surinamischer Abstammung.
Der Flügelspieler begann seine professionelle Karriere in der niederländischen Eredivisie, wo er beim FC Twente Enschede und den Go Ahead Eagles Deventer spielte. Im August 2014 schloss er sich dem russischen Erstligisten Spartak Moskau an, wo er in der Saison 2016/17 Ligatorschützenkönig wurde und in seinen vier Jahren zu den besten Spielern der russischen Liga zählte. Die Spielzeit 2018/19 verbrachte er beim FC Sevilla in Spanien, von der Saison 2019/2020 spielte er zwei Jahre für Ajax Amsterdam. Seit der Saison 2021/2022 spielte er wieder für Spartak Moskau. Im September 2024 unterschrieb er beim United FC in Dubai. Dort spielte er bis zu seiner Festnahme und Auslieferung in die Niederlande im Juni 2025.
Promes war von 2014 bis 2021 niederländischer Nationalspieler.

## Vereinskarriere

### Anfänge
Quincy Promes wurde in der niederländischen Hauptstadt Amsterdam als Sohn surinamischer Eltern geboren und begann mit dem Fußballspielen bei der lokalen RKSV DCG. Sein Vater spielte in Suriname professionell Fußball und war später in den Niederlanden im Amateurbereich aktiv. Im Jahr 2002 schloss er sich der Nachwuchsakademie von Ajax Amsterdam an, wo er mit 16 Jahren auch aufgrund seiner schlechten Verhaltensweise freigestellt wurde. Zu dieser Zeit überdachte er bereits mit dem Fußballsport aufzuhören, wurde aber von seiner Mutter zum Weitermachen überredet und wechselte in die Jugendabteilung des HFC Haarlem. Ein Jahr später zog es ihn zum FC Twente Enschede weiter, wo er im Februar 2011 seinen ersten professionellen Vertrag unterzeichnete.

### FC Twente Enschede

#### Erstes Profijahr
Zur Saison 2011/12 wurde Promes erste Male in die erste Mannschaft beordert, da er mit hervorragenden Leistungen in der Reservemannschaft auf sich aufmerksam machen konnte. Sein Debüt in der Eredivisie bestritt er am 11. April 2012 beim 2:2-Unentschieden gegen AZ Alkmaar, als er in der 81. Spielminute für Nils Röseler eingewechselt wurde. Im 3. Mai 2012 unterzeichnete er einen neuen Dreijahresvertrag beim Verein. Seine nächsten Einsatzminuten sammelte er in den verlorenen Playoffs zur UEFA Europa League gegen den RKC Waalwijk, wo er in beiden Spielen eingewechselt wurde. In der Spielzeit 2011/12 bestritt er insgesamt diese drei Spiele für Twente.

#### Leihe zu den Go Ahead Eagles
Am 31. Juli 2012 wechselte Quincy Promes auf Leihbasis für die gesamte Saison 2012/13 zum Zweitligisten Go Ahead Eagles, wo er Spielpraxis auf hohem Niveau sammeln hätte sollen. Sein Debüt gab er am 10. August 2012 (1. Spieltag) beim 2:0-Auswärtssieg gegen Almere City, als er in der 70. Spielminute für Sjoerd Overgoor in die Partie kam. Bereits am 3. Spieltag (24. August) konnte er beim 4:1-Auswärtssieg gegen den FC Oss sein erstes Ligator erzielen und bereitete zusätzlich zwei weitere Treffer seiner Mannschaft vor. Bei den Go Ahead Eagles akklimatisierte er sich rasch, stieg zum Stammspieler im offensiven Mittelfeld auf und entwickelte sich zum Publikumsliebling. Von den Anhängern der Eagles erhielt er den Rufnamen Promessi und am 2. November (11. Spieltag) erzielte er beim 6:1-Auswärtssieg gegen Excelsior Rotterdam erstmals einen Doppelpack. Mit 13 Toren und neun Vorlagen in 32 Ligaspielen trug er wesentlich zur guten Spielzeit des Vereins bei, welcher sich für die Playoffs um den Aufstieg qualifizierte. Dort schoss er seine Mannschaft beim 3:0-Heimsieg gegen den FC Dordrecht im Rückspiel der 1. Runde mit zwei Toren ins Halbfinale, wo man die VVV-Venlo zweimal besiegen konnte. Im Finale besiegte man den FC Volendam in zwei Spielen und kehrte somit nach beinahe 20 Jahren in die höchste niederländische Spielklasse zurück.

#### Durchbruch in der Eredivisie
Zurück beim FC Twente Enschede gehörte Promes in der darauffolgenden Saison 2013/14 von Beginn an zum Stammpersonal. Seine ersten zwei Saisontore gelangen ihm am 18. August 2013 (3. Spieltag) beim 6:0-Heimsieg gegen den FC Utrecht. Promes wurde in dieser Spielzeit erstmals auf der Position des rechten Flügelspielers eingesetzt und entwickelte sich dort zum unumstrittenen Stammspieler. Im November 2013 erzielte er in vier Ligaspielen fünf Treffer, verletzte sich aber beim 2:1-Auswärtssieg gegen die Roda JC Kerkrade am 29. November 2013, im letzten Spiel des Monats, kurz nach seinem Siegtreffer bei einer Kollision mit dem gegnerischen Torwart Filip Kurto. Die erlittene Knieprellung zwang ihm für die verbleibenden Spiele des Jahres 2013 zum Zusehen. Seine hervorragenden Leistungen in der Hinrunde trugen dazu bei, dass er als einer der besten Spieler der Hinrunde angesehen wurde. In der Rückrunde war er wieder voll einsatzfähig und er startete in jedem Ligaspiel. Am 20. März 2014 unterzeichnete er ein neues Arbeitspapier, welches ihn für bis zum Sommer 2017 an den Verein binden sollte. Promes beendete die Spielzeit mit elf Toren und acht Vorlagen, welche er in 31 Ligaspielen sammeln konnte und platzierte sich mit dem Verein auf dem dritten Tabellenplatz. Promes wurde im Anschluss mit diversen europäischen Spitzenvereinen in Verbindung gebracht.

### Spartak Moskau

#### Erste Jahre

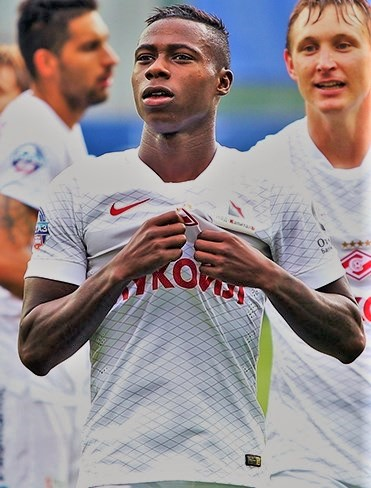
Quincy Promes kurz nach seinem Wechsel zu Spartak Moskau im August 2014

Am 8. August 2014 wechselte Quincy Promes zum russischen Erstligisten Spartak Moskau. Als Ablösesumme wurden 11,5 Millionen und zusätzliche Bonuszahlungen ausgehandelt. Bei seinem neuen Verein erhielt der Niederländer die Trikotnummer 24. Sein Debüt bestritt er am 14. August 2014 bei der 0:4-Auswärtsniederlage gegen den FK Krasnodar. Er etablierte sich rasch in Russland und erzielte am 14. September 2014 (7. Spieltag) beim 3:1-Heimsieg gegen Torpedo Moskau seine ersten beiden Saisontore. Unter Cheftrainer Murat Yakin bildete er eine kongeniale Partnerschaft mit dem erfahrenen Roman Schirokow und wurde aufgrund seiner guten Leistungen im November 2014 zum Spieler des Monats ausgezeichnet. Dank drei Treffern und einer Vorlage wurde ihm diese Ehre auch im April zuteil. In seiner ersten Spielzeit erzielte er in 29 Ligaspielen 13 Tore und bereitete fünf weitere Treffer vor, womit er der beste Scorer des Vereins war. Murat Yakin bezeichnete ihn im Anschluss als wichtigste Verpflichtung der Saison und Promes erhielt vereinsintern die Auszeichnung zum besten Spieler der Spielzeit. In der Liste der besten 33 Spieler der Saison des Russischen Fußballverbandes wurde er ebenfalls genannt.
In der Sommerpause wurde Promes von den Medien mit diversen Vereinen in Verbindung gebracht, äußerte aber selbst bei Spartak bleiben zu wollen. Seine ersten beiden Saisontore erzielte er beim 2:0-Heimsieg gegen Krylja Sowetow Samara am 9. August 2015 (4. Spieltag). Unter dem neuen Cheftrainer Dmitri Alenitschew wurde Promes häufig als Mittelstürmer eingesetzt. Am 25. Oktober (13. Spieltag) schoss er im Derby gegen Dinamo Moskau zwei Tore, darunter den Matchwinner in der 91. Spielminute. Zur Rückrunde erhielt er nach dem Abgang Jura Mowsisjans die Trikotnummer 10 und steigerte seine Torausbeute wesentlich. In 12 Ligaspielen traf er acht Mal und verbesserte sein Torkonto auf insgesamt 18 Treffer in 30 Ligaeinsätzen, womit er hinter Fjodor Smolow (20 Tore) der zweitbeste Ligatorschütze war. Promes erhielt im Anschluss an die Saison 2015/16 zum zweiten Mal die Auszeichnung zu Spartaks Spieler der Saison.

#### Meister und Torschützenkönig

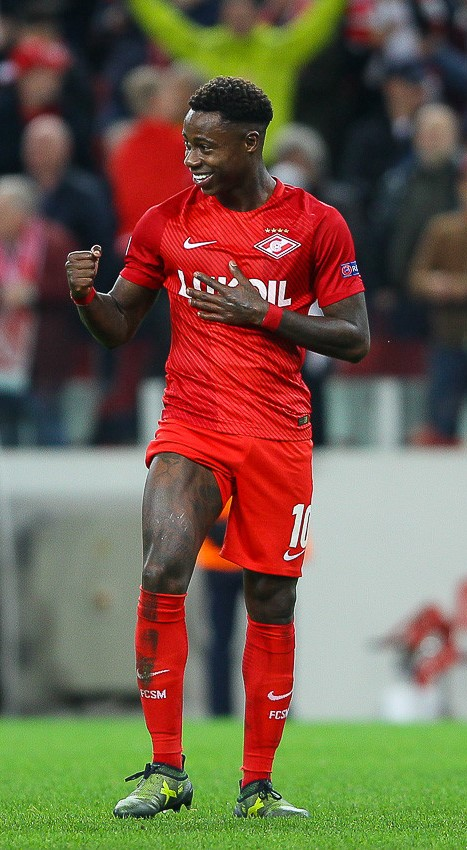
Quincy Promes nach einem Torerfolg im Champions-League-Spiel gegen den FC Sevilla im Oktober 2017

Quincy Promes startete mit zwei Toren und einer Vorlage beim 4:0-Heimsieg gegen Arsenal Tula in die Saison 2016/17. In diesem Sommertransferfenster mehrten sich abermals die Spekulationen über einen Abgang von Quincy Promes aus Moskau. Diese wurden Ende August 2017 aber abrupt mit seiner Vertragsverlängerung bis Sommer 2021 beendet. Unter dem neuen Übungsleiter Massimo Carrera war er wieder vermehrt am Flügel aufzufinden, fand sich mit Spartak erstmals im Rennen um die Meisterschaft wieder hatte aber selbst in der Hinrunde mit kleineren Verletzungssorgen zu kämpfen. Im letzten Ligaspiel des Jahres erzielte er beim 2:1-Heimsieg gegen Rubin Kasan einen Treffer, wurde in der 76. Spielminute aber mit „gelb-rot“ vom Platz gestellt. Im Frühjahr 2017 trug er mit wichtigen Toren zu wertvollen Punktgewinnen teil und am 6. Mai 2017 (27. Spieltag) schoss er seine Mannschaft zum 1:0-Heimsieg gegen Tom Tomsk zum Sieg, welcher dem Verein den vorzeitigen Gewinn der Meisterschaft einbrachte. Insgesamt erzielte er in dieser Spielzeit in 26 Ligaspielen 12 Tore und assistierte neun weitere. Für seine hervorragenden Leistungen wurde er als Spieler des Jahres ausgezeichnet.
Anhaltende Transfergerüchte begleiteten ihn auch wieder in die Saison 2017/18, in die er hervorragend startete. Im russischen Supercup erzielte er in der 113. Spielminute das zwischenzeitliche 2:0 – Das Spiel endete mit einem 2:1-Sieg – gegen den Stadtrivalen Lokomotive Moskau und trug damit zum Gewinn der Trophäe bei. Auch in der Ligameisterschaft traf Promes regelmäßig und stand bis zu einem kurzen verletzungsbedingten Ausfall Ende September 2017 bereits bei sechs Toren nach 10 Spielen. Dennoch war der Start für den amtierenden Meister nicht nach Maß und man drang erst im Oktober 2017 in die internationalen Ränge vor. Am 17. Oktober 2017 gelangen ihm beim 5:1-Heimsieg gegen den FC Sevilla in der Gruppenphase der UEFA Champions League zwei Tore und zwei Vorlagen. Dieser Sieg war jedoch Spartaks einziger in der Gruppenphase, man qualifizierte sich mit dem dritten Tabellenrang aber für die Zwischenrunde der UEFA Europa League, wo man jedoch im Februar 2018 Athletic Bilbao unterlag. Im Dezember 2017 gewann er bei der jährlichen Wahl des Wochenmagazins Futbol den Titel Russlands Spieler des Jahres. Im Januar 2017 wurde berichtet, dass Spartak ein mit 25 Millionen Pfund Sterling dotiertes Angebot des englischen Premier-League-Vereins FC Southampton abgelehnt hatte, da es dem Verein nicht gelungen war einen geeigneten Ersatz für Promes zu finden. Promes verblieb einmal mehr bei Spartak und am 8. April 2018 (25. Spieltag) erzielte er beim 4:1-Auswärtssieg gegen Anschi Machatschkala den ersten Hattrick seiner Laufbahn. Mit diesen Treffern wurde er zum erfolgreichsten ausländischen Torschützen des Vereins. In den letzten drei Ligaspiele durfte er die Mannschaft erstmals als Kapitän auf den Platz führen und erreichte mit dem Verein noch den zweiten Tabellenplatz. Am Ende der Spielzeit stand er bei 15 Saisontoren und wurde vor Fjodor Smolow (14 Treffer) zum Ligatorschützenkönig. Auch wurde er zum zweiten Mal in Folge vom Internetportal Championat zum Spieler des Jahres ausgezeichnet.
Quincy Promes begann die Spielzeit 2018/19 auf dem linken Flügel und erzielte am 8. August 2018 bei der 2:3-Auswärtsniederlage gegen PAOK Thessaloniki in der Qualifikation zur UEFA Champions League sein erstes Saisontor. Nach einem 0:0 im Rückspiel war Spartak aus der Qualifikation ausgeschieden. In seinem letzten Einsatz für Spartak am 25. August 2018 (5. Spieltag) erzielte er beim 2:1-Derbysieg gegen Dinamo Moskau noch ein Tor.
In seinen vier Jahren beim Hauptstadtklub kam Quincy Promes in 135 Pflichtspielen zum Einsatz, in denen ihm 66 Tore und halb so viele Vorlagen gelangen.

### Stagnation beim FC Sevilla
Nach Spartaks verpasster Qualifikation für die UEFA Champions League wechselte Quincy Promes am 31. August 2018 für eine Ablösesumme in Höhe von 20 Millionen Euro zum spanischen Erstligisten FC Sevilla, wo er einen Vertrag bis zum 30. Juni 2023 unterzeichnete. Damit wurde er zum Rekordabgang der Moskauer. Am 2. September 2018 debütierte er bei der 0:1-Auswärtsniederlage im Derbi sevillano gegen den Stadtrivalen Betis Sevilla für seinen neuen Verein, als er in 87. Spielminute für den Innenverteidiger Simon Kjær eingewechselt wurde. Am 25. Oktober 2018 erzielte er beim 6:0-Heimsieg gegen Akhisarspor in der UEFA Europa League sein erstes Tor. Promes gelang bei den Nervionenses nicht der endgültige Durchbruch in die Startformation und ihm gelang erst am 26. Januar 2019 (21. Spieltag) beim 5:0-Heimsieg gegen die UD Levante sein erstes Ligator. In diesem Spiel bereitete er außerdem zwei Treffer vor. Sein drittes Saisontor gelang ihm am 25. April 2019 (34. Spieltag) beim 5:0-Heimsieg gegen Rayo Vallecano. Er beendete die Saison 2018/19 bei Sevilla mit drei Toren und neun Vorlagen, welche er in 49 Pflichtspieleinsätzen erreichen konnte.

### Rückkehr in die Niederlande

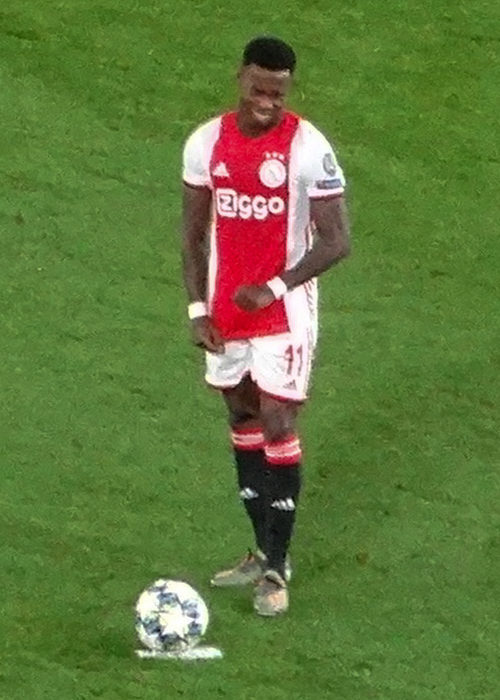
Quincy Promes im Trikot von Ajax Amsterdam im Champions-League-Spiel gegen den FC Chelsea im November 2019

Am 24. Juni 2019 wechselte Quincy Promes für eine Ablösesumme von 15,7 Millionen Euro zu Ajax Amsterdam, wo er einen Fünfjahresvertrag unterschrieb und kehrte damit in die Niederlande zurück. Am 27. Juli 2019 debütierte er beim 2:0-Sieg gegen die PSV Eindhoven im Spiel um die Johan-Cruyff-Schale für seinen neuen Verein, als er in der 59. Spielminute für Hakim Ziyech eingewechselt wurde. Sein erstes Tor gelang ihm am 1. September 2019 (6. Spieltag) beim 4:1-Auswärtssieg gegen Sparta Rotterdam. In seiner Heimat fand Promes wieder seine Form und am 25. September 2019 (Nachholspiel des 4. Spieltags) traf er beim 5:0-Heimsieg gegen Fortuna Sittard drei Mal. Auch in der UEFA Champions League präsentierte er sich stark und traf gegen alle drei Gruppengegner OSC Lille, FC Valencia und FC Chelsea. Beim 4:4-Unentschieden gegen Chelsea verursachte Promes auch ein Eigentor. Bis zum Ligaabbruch aufgrund der COVID-19-Pandemie gelangen Quincy Promes in 28 Pflichtspielen 16 Tore und fünf Vorlagen.

## Nationalmannschaft
Quincy Promes war es aufgrund seiner surinamischen Eltern möglich sowohl für die Niederlande als auch für Suriname aufzulaufen.
Im März 2011 spielte Promes erstmals für die niederländische U19-Nationalmannschaft und bestritt für die Auswahl insgesamt fünf Länderspiele. Zwischen September 2012 und März 2013 absolvierte er vier Testspiele mit der U20, in denen ihm ein Torerfolg gelang. Anschließend spielte er bis September 2014 für die U21, wo er in 10 Länderspielen sieben Treffer erzielte.
Im März 2014 wurde Promes erstmals für die niederländische A-Nationalmannschaft nominiert. Sein Debüt bestritt er am 5. März 2014 bei einer 0:2-Niederlage in einem Testspiel gegen Frankreich, als er über die volle Spieldistanz über auf dem Spielfeld stand. Im Mai 2014 wurde er von Louis van Gaal in den provisorischen 30-Mann-Kader für die Weltmeisterschaft 2014 in Brasilien nominiert, schaffte es aber nicht in die finale Auswahl. Seinen nächsten Einsatz bestritt er erst wieder im Oktober 2014. Seit Sommer 2015 gehört er ständig dem Kader der Elftal an. Am 7. Oktober 2016 erzielte er beim 4:1-Heimsieg gegen Belarus im Qualifikationsspiel zur Weltmeisterschaft 2018 in Russland seine ersten beiden Länderspieltore.
Am 19. November 2018 verkürzte er im Nations-League-Spiel gegen Deutschland mit seinem Treffer in der 85. Spielminute zum zwischenzeitlichen 1:2. Der Spielstand wurde später durch einen Treffer von Virgil van Dijk in der 92. Spielminute ausgeglichen. Im Halbfinale der Nations League, wo man auf England traf, erzielte er in der 114. Spielminute das Tor zum 3:1-Endstand. Sein letztes Länderspiel bestritt er am 27. Juni 2021 gegen Tschechien in Budapest.

## Erfolge

### Verein
Go Ahead Eagles
- Aufstieg in die Eredivisie: 2012/13

Spartak Moskau
- Russischer Meister: 2016/17
- Russischer Supercupsieger: 2017
- Russischer Pokalsieger: 2022

Ajax Amsterdam
- Johan-Cruyff-Schale: 2019

## Auszeichnungen
- Spieler des Monats in der Premjer-Liga: November 2014, April 2015, August 2015, April 2017, Juli 2017, September 2017, November 2017, Dezember 2017
- Spartak Moskaus Spieler des Jahres: 2014/15, 2015/16
- championat.com Spieler des Jahres: 2016/17, 2017/18
- Futbol Spieler des Jahres: 2017
- Sport-Express Spieler des Jahres: 2017
- Soccer Spieler des Jahres: 2017
- Torschützenkönig in der Premjer-Liga: 2017/18 (15 Tore)

## Verurteilungen
Im Juni 2023 wurde Promes zu einer 18-monatigen Haftstrafe verurteilt, weil er sich der Körperverletzung schuldig gemacht hatte. Im Zuge einer Schlägerei im Jahr 2020 hatte er seinem Cousin ins Knie gestochen.
2024 wurde Promes in Abwesenheit wegen Drogenhandels mit Kokain zu sechs Jahren Haft verurteilt. Ein Gericht in Amsterdam befand ihn für schuldig, am Schmuggel von mehr als 1300 Kilogramm Kokain aus Brasilien via Antwerpen in die Niederlande beteiligt gewesen zu sein. Seine Anwälte kündigten an, Berufung einlegen zu wollen. Im Juni 2025 wurde er in Dubai festgenommen und an die Niederlande ausgeliefert.